# Frankie Fredericks
Frankie Fredericks (Windhoek, 2 d'octubre de 1967) és un ex-atleta namibi, el primer i fins ara únic medallista olímpic del seu país.
El 1987 se li va atorgar una beca a la Universitat Brigham Young dels Estats Units. El 1991, després que Namíbia s'independitzés de Sud-àfrica, Fredericks va poder participar en competicions internacionals. Als Campionats Mundials de Tòquio, Fredericks va guanyar la medalla de plata als 200 m, acabant per darrere de Michael Johnson, i va quedar cinquè als 100 m.
El 1992, als Jocs Olímpics de Barcelona, Fredericks es convertí en el primer medallista olímpic namibi quan acabà segon als 100 m i els 200 m. El 1993, a Stuttgart, es convertí en el primer Campió Mundial del seu país, en guanyar els 200 m. Als Jocs de la Commonwealth de 1994, va guanyar els 200 m i el bronze dels 100 m.
Als Jocs Olímpics de 1996, a Atlanta, Fredericks era un dels favorits a les curses de 100 i 200 metres llisos i finalment acabà segon en ambdues proves. Als 100 m, fou superat per Donovan Bailey, que establí un nou rècord mundial, i als 200 m fou superat per Michael Johnson, que també va establir un nou rècord mundial.
Als Jocs de la Commonwealth de 1998, a Kuala Lumpur, Malàisia, va tornar a quedar segon als 100 m, aquest cop superat per Ato Boldon de Trinitat i Tobago.
Les lesions van obligar-lo a retirar-se del Campionats Mundials de 1999 i 2001 i els Jocs Olímpics del 2000 a Sydney.
A la final dels 200 m dels Jocs Olímpics d'Atenes 2004 va acabar quart. A finals d'aquella temporada, Fredericks va anunciar la seva retirada de la vida esportiva professional
Al llarg de la seva carrera ha corregut els 100 m per sota dels 10 segons en 27 ocasions.

## Millors marques personals
- 100 m: 9.86 s (1996)
- 200 m: 19.68 s (1996)
- 200 m (indoor): 19.92 (rècord mundial)
- 400 m: 46"28 (1989)